# Apollo Justice: Ace Attorney
Apollo Justice: Ace Attorney (逆転裁判4?, Gyakuten Saiban 4) è il quarto videogioco della serie Ace Attorney creata dalla Capcom. Al contrario dei precedenti titoli della saga, il seguito di Phoenix Wright: Ace Attorney - Trials and Tribulations è stato pubblicato nel 2007 per Nintendo DS. Nel 2016 è stata effettuata una conversione del gioco per iOS e Android. L'anno seguente viene realizzata una conversione per Nintendo 3DS.
In questo titolo il protagonista è il giovane avvocato Apollo Justice, allievo di Kristoph Gavin. Nella risoluzione dei casi Apollo viene affiancato dalla maga Trucy, figlia adottiva di Phoenix Wright. Il suo principale rivale è il procuratore Klavier Gavin.

## Trama
Come nei precedenti videogiochi della serie Ace Attorney, il protagonista dovrà risolvere quattro casi di omicidio nei panni dell'avvocato dell'imputato. Il sistema di penalità rimane identico ai due precedenti videogiochi. A differenza di questi ultimi, tuttavia, il giocatore non potrà presentare liberamente "Profili" durante l'indagine.
Il nuovo asso (逆転の切札?, Gyakuten no Kirifuda, Turnabout Trump)
In questo episodio, che funge anche da tutorial, verrà presentato Apollo Justice (王泥喜 法介?, Odoroki Housuke), che dovrà difendere, sotto esplicita richiesta dello stesso, l'ex-avvocato e pianista Phoenix Wright, accusato dell'omicidio di Shadi Smith, un anonimo giocatore di poker. L'avversario di Apollo sarà il procuratore Winston Payne (亜内 武文?, Auchi Takefumi).
Il caso in agguato (逆転連鎖の街角?, Gyakuten Rensa no Machikado, Turnabout Corner)
Alcuni mesi dopo il suo primo caso, Apollo viene assunto come legale nella Agenzia Nuovi Talenti Wright, subito rinominata Agenzia Vattelapesca Wright. Dovrà risolvere l'enigma dell'omicidio del dottor Pal Meraktis (宇狩輝夫?, Teruo Ukari), trovato morto in un parco pubblico mentre trascinava il chiosco di noodles di Guy Eldoon (矢田吹麦面?, Mugitsura Yatabuki). Grazie all'aiuto di Trucy e del suo bracciale, riuscirà a scoprire il colpevole.
Il canto della sirena (逆転のセレナード?, Gyakuten no Serenādo, Turnabout Serenade)
Durante un concerto dei Gavinners, la rock band di Klavier Gavin (牙琉 響也?, Garyuu Kyouya), viene uccisa con un revolver la guardia del corpo di Lamiroir (ラミロア?, Ramiroa), cantante proveniente dalla Borginia, Romein LeTouse (ローメイン・レタス?, Romaine Lettuce). Le accuse ricadono sul quattordicenne Machi Tobaye (トバーユ マキ?, Tobaayu Maki). Apollo, che ha ascoltato le ultime parole della vittima, difenderà il giovane pianista.
Di mano in mano (逆転を継ぐ者?, Gyakuten wo Tsugu Mono, Turnabout Succession)
Nell'ultimo episodio Phoenix Wright rivelerà ad Apollo l'esistenza del MASON System, un nuovo sistema legale in cui una giuria popolare composta da 6 membri stabilisce il verdetto per l'imputato. Justice dovrà vestire i panni dell'avvocato nel primo processo di prova a carico della diciannovenne Vera Misham (絵瀬まこと?, Makoto Ese), accusata di aver avvelenato il padre, il pittore Drew Misham (絵瀬土武六?, Ese Doburoku). L'unico testimone del delitto è il giornalista Spark Brushel (葉見垣正太郎?, Shoutarou Hamigaki).
Tra la prima e la seconda fase del processo il giocatore vestirà i panni di Phoenix Wright sia per rivivere il suo ultimo processo da avvocato, il cui cliente è Zak Gramarye (奈々伏 影郎?, Nanafushi Kagerou), allievo della vittima, il famoso mago Magnifi Gramarye (或真敷天斎?, Arumajiki Tensai), che per far luce sugli eventi avvenuti nei sette anni trascorsi.

## Modalità di gioco
Apollo Justice: Ace Attorney è, come il resto della serie Ace Attorney, un incrocio tra gioco di avventura e visual novel. L'obiettivo del giocatore è difendere i propri clienti in quattro casi e dimostrare la loro innocenza. Il gameplay è diviso in due tipi di situazioni: indagini e processi.
Durante la fase di indagine di ogni caso, il giocatore esplora il mondo di gioco utilizzando lo stilo o il D-pad per selezionare le azioni che desidera intraprendere: Esamina, Sposta, Parla o Presenta. Il giocatore dialoga con personaggi non giocanti selezionando il dialogo e può muoversi nel mondo di gioco selezionando i luoghi in cui desidera investigare. Le informazioni ottenute durante la modalità Indagine possono essere utilizzate durante il processo e gli oggetti raccolti possono essere utilizzati come prove. Il giocatore non può progredire senza aver completato determinate azioni. Ema Skye, un personaggio del remake per DS del gioco originale Phoenix Wright: Ace Attorney, spesso offre al giocatore l'opportunità di utilizzare funzionalità DS come il microfono per eseguire azioni come spolverare per trovare impronte digitali.
Le parti del processo consistono nell'ascolto e nel controinterrogatorio delle dichiarazioni dei testimoni. Al giocatore viene data la possibilità di premere o presentare prove in risposta alle dichiarazioni rese dai testimoni. Il giocatore può selezionare la propria scelta o urlare nel microfono.  Scegliendo Premi, il giocatore mette in dubbio la dichiarazione del testimone, che a volte fa sì che il testimone cambi la propria testimonianza. Quando trova incongruenze nella testimonianza, il giocatore può scegliere Presenta per mostrare una prova che pensa contraddica la testimonianza..  Il giocatore dispone di una barra dei punti vita, che rappresenta la pazienza del giudice. Se il giocatore presenta prove errate o sceglie risposte errate alle domande in tribunale, la barra si accorcia. Se essa raggiunge lo zero, il giocatore perde la partita e il suo cliente viene dichiarato colpevole. Un meccanismo inedito, chiamato "Sistema di percezione", può essere utilizzato per cercare movimenti o azioni dei testimoni che mostrano nervosismo. Il gioco include anche una modalità che modella le prove o la scena del crimine in 3D e consente al giocatore di esplorare l'ambiente per cercare indizi. Inoltre, il gioco ricrea spesso il crimine in sequenze di filmati, consentendo al giocatore di osservare l'azione e trovare contraddizioni.

## Sviluppo
L'idea di introdurre Apollo come nuovo protagonista nacque dall'intenzione di Shū Takumi, il creatore originale della serie, di chiudere l'arco narrativo di Phoenix Wright alla fine della trilogia originale. Takumi riteneva che la storia di Phoenix fosse giunta a una naturale conclusione con Phoenix Wright: Ace Attorney - Trials and Tribulations. Per evitare la ripetizione di temi già trattati e per portare freschezza alla narrativa, decise di creare Apollo, un giovane avvocato alle prime armi. Sebbene inizialmente Takumi non avesse previsto di includere Phoenix nel nuovo gioco, dopo le richieste del team di sviluppo, Phoenix fu reinserito come personaggio secondario e assunse il ruolo di imputato nel primo caso.

## Distribuzione
Il gioco è stato annunciato nel 2005 e la sua uscita in Giappone era originariamente prevista nel 2006. Una versione demo del gioco venne resa disponibile per la prima volta al Tokyo Game Show nel 2006. Il trailer in lingua inglese venne presentato al Tokyo Game Show dell'anno successivo. Il gioco è stato infine distribuito in Giappone il 12 aprile 2007, mentre le versioni nordamericane, europee e australiane sono state pubblicate rispettivamente il 19 febbraio 2008, il 9 maggio 2008 e il 22 maggio 2008; la versione australiana è stata gestita da Nintendo Australia. In Giappone è stata resa disponibile un'edizione limitata del gioco con cuffie di marca, un dizionario Ace Attorney su una scheda DS e un DVD dedicato alla serie.
Una nuova versione con grafica ad alta risoluzione è stata poi distribuita in inglese e giapponese per iOS il 1º dicembre 2016 e per Android l'8 dicembre. Un'analoga versione per Nintendo 3DS è stata resa disponibile digitalmente il 21 novembre 2017 in Nord America e il 23 novembre in Europa, mentre in Giappone sia in formato digitale che fisico in Giappone il 22 novembre 2017.

## Accoglienza
| Testata                    | Giudizio                   |
| -------------------------- | -------------------------- |
| Metacritic (media al)      | DS/iOS: 78/100 3DS: 77/100 |
| 1UP.com                    | A-                         |
| Eurogamer                  | 8/10                       |
| Famitsū                    | 36/40                      |
| GamePro                    | 7,5/10                     |
| GameSpot                   | 7/10                       |
| GameSpy                    | 4/5                        |
| IGN                        | 8,3/10                     |
| Official Nintendo Magazine | 82%                        |
| TouchArcade                | 4/5                        |

Apollo Justice: Ace Attorney è stato ben accolto dalla critica. 1UP.com ha commentato che "i giochi di Phoenix Wright sono di gran lunga i titoli meglio scritti che troverai su DS e Justice non è diverso". 1UP.com ha inoltre affermato che le funzionalità aggiuntive realizzate appositamente per il DS erano "super coinvolgenti, anche se le azioni effettive non sono così difficili da eseguire". Il 21 novembre 2013, RPGFan ha inserito il gioco al 5º posto nella sua lista dei 20 migliori giochi per Nintendo DS.  La versione per Nintendo 3DS è stato il decimo gioco più apprezzato del 2017 per la console in base all'aggregatore di recensioni Metacritic.
IGN ha dichiarato che "il primo titolo Apollo Justice funziona in modo identico alla trilogia di Phoenix Wright". IGN Australia ha notato che le lamentele sui giochi precedenti, come ad esempio il fatto che "trovare la strada giusta attraverso il gioco sembra un processo trial and error" e che i giocatori potrebbero superare il gioco "premendo i tasti in ogni occasione disponibile e quindi usando pochissima logica", non sono fossero stati aggiustati in Apollo Justice. Inoltre, "l'approccio piuttosto ottuso (..) del gioco alla risoluzione dei problemi" ha causato ciò che IGN considerava allungamenti non necessari per il gioco. IGN ha anche ritenuto che le nuove funzionalità fossero "un po' ingannevoli" ma non "sminuissero minimamente l'esperienza". Tuttavia, IGN Australia ha pensato che il gioco fosse "fantastico" nel complesso.
Tali opinioni sono state riprese da molte recensioni. GameSpot sentiva che la storia, sebbene forte, procedesse "a passo di lumaca" e ha affermato che "molti dei difetti della serie sono ancora presenti". Il principale punto critico ,secondo GamePro, è stato la "mancanza di innovazione e cambiamento", che pensava ad Apollo Justice come "un solido distillato della formula del franchise".  Nintendo World Report ha ritenuto che il gioco si basasse "sulla trilogia di Phoenix Wright" sebbene il gameplay fosse rimasto "per lo più invariato". GameSpy ha sottolineato che l'uso delle funzionalità touch del DS migliorasse notevolmente l'esperienza, ma la rievocazione della scena del crimine risultava comunque "troppo breve". Il gioco ha ricevuto una nomination come "Miglior Storia" ai Video Game Awards 2008 di IGN..
Apollo Justice ha venduto circa 250 000 copie durante la prima settimana di vendita al dettaglio e ne ha consegnate più di 500 000 entro la fine della seconda settimana in Giappone. Alla fine del 2007, aveva venduto 515 417 unità. Il gioco si è classificando come il quinto gioco per Nintendo DS più venduto in Nord America durante la prima settimana di uscita. La versione per Nintendo 3DS è stato il quattordicesimo gioco più venduto in Giappone durante la sua settimana di debutto, vendendo 4 832 copie.

## Riferimenti culturali
Oltre a vari riferimenti ad opere cinematografiche come Via col vento o Il padrino, spesso vengono citati personaggi ed eventi dei titoli precedenti, in particolare del primo. Esempi sono la presenza della detective Ema Skye, già presente nell'episodio "Rinascita dalle Ceneri", ambientato dieci anni prima, o l'accenno all'Università Lupios, una delle scene del crimine di Trials and Tribulations. Inoltre il nome del sistema legale deriva da Perry Mason.
Il videogioco viene citato nel corso dell'anime Lucky Star.

## Musiche
Le musiche sono state prevalentemente curate da Toshihiko Horiyama, sebbene alcune delle composizioni della colonna sonora siano di Hideki Okugawa, Akemi Kimura e Shū Takumi. Nel 2008 è stato realizzato un concerto di musica orchestrale a partire dalle tracce del gioco.